# Содник сланкий
{{#ifeq:0|0|{{#if:|{{#if:Suaedaprostrata|[[]}}|}}}}
Содник сланкий (Suaeda prostrata) — вид рослин родини амарантові.

## Будова
Тупе напівциліндричне м'ясисте листя вкрите білою патиною.

## Поширення та середовище існування
Зростає на мокрих солончаках. Часто як бур'ян наступає на посіви.

## Практичне використання
У Калмикії, Ростовській області та на півночі Криму листки содника використовують як овоч до юшок, а також маринують і квасять. Смак гострий, солонкуватий.